# Pleurodeles poireti
Pleurodeles poireti é uma espécie de anfíbio caudado pertencente à família Salamandridae. Endêmica da Argélia.